# Aleksander Korżenkow
Aleksander Korżenkow (Александр Корженков, esperanto: Aleksander Korĵenkov) (ur. 23 maja 1958 w Kamyszłowie) – rosyjski inżynier, esperantysta, od 1991 redaktor i wydawca.

## Działalność esperancka
Korżenkow nauczył się esperanta w 1976. Wydawał i redagował podziemną gazetę Sezonoj (1984–1990). Od 1991 jest redaktorem La Ondo de Esperanto.
W latach 1992–2001 i 2008–2011 był członkiem zarządu, a latach 1992–1995 był wiceprzewodniczącym Światowego Związku Esperantystów Dziennikarzy (Tutmonda Esperantista Ĵurnalista Asocio, TEĴA), w latach 1995–1997 przewodniczącym Rusia Esperantista Unio, w latach 1995–2004 członkiem Komitetu Universala Esperanto-Asocio (UEA). Od 1995 jest członkiem Esperanta PEN-Centro.
W latach 2004, 2007, 2013 był wykładowcą Studiów Interlingwistyki organizowanych przez Uniwersytet im. A. Mickiewicza w Poznaniu.
W 2008 razem ze swoją żoną Haliną Gorecką założył podkast Radio Esperanto.
W roku 2009 otrzymał tytuł Esperantysty Roku.
W 2010 razem z żoną Haliną Gorecką otrzymał nagrodę Fundacji FAME i miasta Aalen (FAME-premio).

## Wybrane dzieła
- Esperanto post la jaro 2000 (1998)[1]
- Esperanto en Ruslando (z Haliną Gorecką, 2000)[1]
- Historio de Esperanto (2005)[1]
- Ankoraŭfoje pri la Esperanta gazetaro (2007)[1]
- Homarano (2009)[1]
- Zamenhof (2010)[1]
- Nia Diligenta Kolegaro (z Haliną Gorecką, 2018)[5]